# Новопетрово (Бірський район)
Новопетро́во (рос. Новопетрово, башк. Яңы Петров) — село у складі Бірського району Башкортостану, Росія. Входить до складу Старопетровської сільської ради.
Населення — 21 особа (2010; 25 у 2002).
Національний склад:
- росіяни — 100 %